# Malthonica vallei
Malthonica vallei är en spindelart som först beskrevs av Brignoli 1972.  Malthonica vallei ingår i släktet Malthonica och familjen trattspindlar.
Artens utbredningsområde är Libya. Inga underarter finns listade i Catalogue of Life.